# Diana cacciatrice (Paolo Fiammingo)
La Diana cacciatrice (in francese Diane chasseresse o Paysage avec Diane, "Paesaggio con Diana") è un quadro attribuito a Paolo Fiammingo e dipinto nel 1592 circa. L'opera si trova nel museo di belle arti di Nancy.
In passato l'opera era stata attribuita alla scuola di Fontainebleau, a Nicolò dell'Abate e a Lambert Sustris. Fu Mason-Rinaldi che attribuì la tela a Paolo Fiammingo nel 1965.

## Descrizione
In primo piano, in basso a sinistra, Diana, che indossa una tunica rosa trasparente, sta andando a caccia di un cinghiale e cerca di colpirlo con l'arco. Una foresta dalla cromia verde scura incornicia un paesaggio con una città che è attraversata da un fiume ed è circondata da delle montagne color blu pallido. Le compagne di Diana si trovano nella parte centrale dell'opera e condividono la posa danzante della dea della caccia.

## Stile
Paolo Fiammingo faceva parte dei pittori fiamminghi che, a cavallo tra il secolo sedicesimo e il diciassettesimo, fecero emergere il paesaggio come genere artistico indipendente, senza avere bisogno del pretesto di dipingere un soggetto mitologico o religioso. Il paesaggio, pertanto, è il vero soggetto di quest'opera e prevale sulle figure.